# Delissea takeuchii
Delissea takeuchii är en klockväxtart som beskrevs av Thomas G. Lammers. Delissea takeuchii ingår i släktet Delissea, och familjen klockväxter. Inga underarter finns listade i Catalogue of Life.